# Ariana Television Network
Ariana Television Network est une compagnie de radio-télédiffusion afghane qui est créée le 17 août 2005 et qui émet principalement dans la région de Kaboul. Elle est composée de la chaîne de télévision Ariana TV et de la station de radio homonyme. Média généraliste diffusant principalement en dari et en pachto, Ariana TV diffuse films, émissions musicales et débats, tout en mettant également l'accent sur les émissions à vocation éducative, les programmes pour enfants ou les émissions consacrées aux femmes. À certaines heures de la journée, l'antenne est ouverte aux téléspectateurs, lesquels peuvent faire part de leur opinion sur des sujets de société, mais également dédicacer des chansons à leurs proches, suivant un modèle calqué sur les médias occidentaux.
Ariana TV est la propriété de l'homme d'affaires américano-afghan Ehsan Bayat. La chaîne diffuse également ses programmes en Europe et aux États-Unis par satellite.
L'un des programmes phares de la chaîne est l'émission « Sobh Wa Zindagi », un programme matinal mêlant informations, débats, rubriques pratiques et musique. « Surak-e-Besur » est une autre émission populaire. Produite par Zakria Razai, il s'agit d'une série humoristique à vocation éducative.
Parmi les autres programmes à succès sur l'antenne de Ariana TV, « Qisa Hai Jang » est une émission relatant le quotidien de familles victimes de la guerre. Plusieurs bulletins d'information sont diffusés au cours de la journée, dont un flash d'information en anglais.